# U 127 (U-Boot, 1941)
U 127 war ein deutsches U-Boot vom Typ IX C, das im Zweiten Weltkrieg von der deutschen Kriegsmarine eingesetzt wurde.

## Geschichte
Der Auftrag für das Boot wurde am 7. August 1939 an die AG Weser in Bremen vergeben. Die Kiellegung erfolgte am 20. Juni 1940, der Stapellauf am 1. Februar 1941, die Indienststellung unter Kapitänleutnant Bruno Hansmann fand schließlich am 24. April 1941 statt.
Das Boot gehörte nach seiner Indienststellung am 24. April 1941 bis November 1941 als Ausbildungsboot zur 2. U-Flottille in Wilhelmshaven. Nach der Ausbildung gehörte U 127 von November 1941 bis zu seiner Versenkung am 15. Dezember 1941 zur 2. U-Flottille in Lorient.
U 127 lief während seiner Dienstzeit zu einer Unternehmung aus, auf der keine Schiffe versenkt oder beschädigt wurden.

## Einsatzstatistik

### Erste Unternehmung
Das Boot lief am 29. November 1941 um 6.00 Uhr von Kiel aus und wurde am 15. Dezember 1941 versenkt. Auf dieser 16 Tage dauernden Unternehmung in den Atlantik, westlich von Gibraltar wurden keine Schiffe versenkt oder beschädigt. U 127 gehörte zur U-Bootgruppe Seeräuber, die nach Maßgaben der von Karl Dönitz entwickelten Rudeltaktik das Gefecht mit alliierten Geleitzügen suchen sollte.

## Verbleib
Das Boot wurde am 15. Dezember 1941 im Atlantik westlich von Gibraltar durch den australischen Zerstörer Nestor auf der Position 36° 28′ N, 9° 12′ W im Marine-Planquadrat CG 8536 versenkt. Es war ein Totalverlust mit 51 Toten.